# آدام کلین (شناگر)
آدام کلین (به انگلیسی: Adam Klein) (زادهٔ ۲۹ نوامبر ۱۹۸۸) شناگر اهل ایالات متحده آمریکا است.